# Габор Обиц
Габор Обиц (мађ. Obitz Gábor, Óbecsei, Ormai) је био мађарски фудбалер, репрезентативац и менаџер.

## Играчка каријера
Обиц је каријеру започео у ТК Ференцварош. Након што је 1922. освојио титулу у Купу Мађарске, преселио се у Чехословачку и играо три сезоне за Мекаби Брно. Године 1925. придружио се немачком клубу Холштајн Кил. Каријеру је завршио у Ференцварошу.
Обиц је наступио 15 пута за репрезентацију Мађарске и учествовао је на Летњим олимпијским играма 1924. у Паризу.

## Тренерска каријера
Први тим Обица као менаџера био је румунски клуб АМЕФ Арад. Од 1932. до 1934. радио је за Турску фудбалску федерацију. Тренирао је НК Љубљану на првенству Југославије у фудбалу у сезони 1936/37. Године 1939. Обиц је почео да тренира репрезентацију Финске, али се убрзо вратио у Мађарску због избијања Другог светског рата.

## Остварења
- Прва лига Мађарске у фудбалу
  - шампион: 1926/27, 1927/28.
  - 2.: 1921/22, 1928/29, 1929/30.
- Куп Мађарске у фудбалу
  - победник: 1922, 1927., 1928.
- Митропа куп
  - победник: 1928.